# 파르나바즈 1세
파르나바즈 1세(조지아어: ფარნავაზ I, 또는 파르나오즈, 파르나와즈, 파르나브, 영어: P'arnavaz)는 고전 고대 자료들에서 이베리아로 알려진 고대 조지아 왕국인 카르틀리의, 그가 카르틀리의 왕좌와 파르나바즈 왕조를 창건했다고 기록된 중세 조지아의 자료들에 의해 만들어진 제1대 왕이다. 그가 조지아의 제1대 왕이라는 기록은 비-조지아어 자료들에서는 찾아 볼 수 없고 동시대의 표시에서도 명확하지 않다. 그의 설화는 전설적인 형상과 상징으로 가득 차있고, 있었을 법한 이야기이지만, 역사적 사실로의 기록은 분명하기 않기 때문에, 실제로 파르나바즈는 "전승의 단면이 축적"된 인물이며, 조지아 연보에서는 친크리스천 군주로 등장한다. 중세 자료들을 근거로, 대부분의 학자들은 파르나바즈의 통치 시대를 기원전 3세기로 보고있는데, 바쿠슈트 왕자는 기원전 302~237년, 키릴 토마노프는 기원전 299~234년, 파블레 잉고로크바는 기원전 284~219년으로 기록했다.

## 중세 기록들과 역사적 배경
약 800년 쯤의 왕의 삶 연대기에 따르면, 파르나바즈는 카르틀리의 부족장이었던 조상을 둔 기품있는 혈통을 가졌다고 한다. 그의 삼촌인 사마라는 므츠헤타 주변의 조지아 부족들의 마마사클리시("가문의 어른")의 위치에 있었다. 파르나바즈의 어머니는 이란 혈통이었다. 파르나바즈에 대한 모든 이야기는 크리스챤 연대기 편자에 의해 작성되었음에도 불구하고, 고대 이란식-유사 형상화 표현들과 신비한 인유들이 풍부하며, 고고학적으로 반영된는 자료들로 보아 그 시대에 이란과 카르틀리 사이의 문화적이고 아마도 정치적인 결속이 있었다고 확신할 수 있다. "파르나바즈"라는 이름은 어원 파르~가 페르시아어 정당한 왕조를 상징하는 고대 이란인들의 신앙(예를 들어. 크바레나흐)의 신성한 광휘를 뜻하는 파르나흐에 기반을 둔 것이라고 짐작할 수 있는 실례가 되기도 한다. 또한 왕조 이름에 꼬리 글자들이 붙은 ("파르나바즈_의/부터/의 이름인") 파르나바지아니는 아르메니아 초기 역사서들 속에서 지속적으로 등장하는 파르나와제안(비잔티움 파우스트 5. 15. 5세기)과 파라제안(아르메니아의 초기 역사 14, 아마도 5세기 초반)이며, 조지아 왕조의 창설자라고 인정할 수 있는 이름이 파르나바즈이다.
조지아 연보에서 가장 미화된 담화는, 어쩌면 파르나마즈의 출생에서부터 무덤까지의 이어지는 삶을 서술한 이야기일지도 모른다. 신화적으로 알렉산더 대왕이 카르틀리에서 군사 작전을 펼치는 동안 그 보다 약했던 파르나바즈 가족은 풍비박산이 되었고 상속 재산 마저 알렉산더가 임명한 아존에게 몰수당했다. 파르나바즈는 비록 아버지이 죽었지만, 마법같은 꿈을 꾸었고, 페르페테이야를 예고하며 태양에서 뿜어져 나오는 기운이 그에게로 향했다. 그에게는 "고귀한 위업에 (스스로를) 헌신"할 수 있는 통찰력이 생겼다. 그리고 나서 그는 먼저 사냥을 나갔다. 사슴을 쫓아가던 길에, 그는 동굴로 들어가게 되었고, 거기서 어마어마한 크기의 보물을 발견했다. 파르나바즈는 그 보물을 챙겨나와 그 재산으로 폭군 아존에 대항하는 충성스러운 군대를 일으켰다. 에그리시(고전 작가들의 글들에서는 콜키스)의 영주 쿠지의 쿠지(다른 자료들에서도 증명됨)가 그들 도왔으며, 종내에는 파르나바즈의 누이와 결혼했다. 아존의 병영에서 온 1,000명의 군인들도 반란에 가담했다. 그들은 시대에 맞지 않게 작가들에 의해 로마의 군인들 이라고 기록되었으며, 아존(어원은 틀리지만)에게 승리를 거둔 파르나바즈에 의해 아즈나우리(예를 들면, 귀족)의 칭호가 붙여졌다고 한다.
연속되는 전투에서, 아존은 패배했고 죽임을 당했으며, 파르나바즈는 27세 때에 카르틀리의 왕이 되었다. 그는 셀레우키즈의 주권자, 조지아 연대기에에서 중동에서는 안티오코스라는 총체적인 이름이 부여된 알렉산더의 헬레니즘 계승자로 정평났었다고 한다. 그리고 파르나바즈는 "이란식" 행정을 본떴다고 하며, 군사-관리 조직은 지역 통치자 또는 에리스타비들과의 교섭으로 기반을 이뤘다고 알려져 있다. 조지아어 자료들과 고전 문헌들에서는 동시대의 셀루키즈와 카르틀리를 그럴싸하게 연관지었다.(토마노프의 저서에서는 아르메니아 오론티드의 재기로 셀레우키즈가 카르들리의 왕을 도왔을 수도 있었다는 의미가 내포되어 있다.) 그 시대에 파르나바즈가 이뤘다고 추정되는 에리스타비 봉토 개혁은 훗날의 중새 때의 구획과 가장 흡사하다.
그 다음에 파르나바즈는 사회, 문화 개발에 착수했다. 그는 두 지대의 건설 현장을 감독했는데, 산비탈의 석구조를 이용해 건설된 세간의 평가로 그의 사후에 이름 붙여진 아르마지 석상을 세웠고, 같은 이름의 요새를 건설했다. 또한 그는 기독교가 채택(337년경)된 뒤로 실제로 사용된 조지아 문자를 창안(또는 개정)했다고는 하지만, 고고학적 발견에서는 친-기독교의 조지아에서 아람어 특유의 지역 서신 형태로 기록되어 있었다.
연대기에서는 파르나바즈의 통치기간은 65년 동안 이었다고 기록되어 있다. 파르나바즈는 죽어서 아르마지 석상 앞에 묻혔고 사람들이 그를 숭배했다. 그의 아들 사우르마그가 왕위를 계승했다.

## 파르나바즈와 아르리안의 파르나스마네스
현시대의 여러 학자들은 조지아의 중세 시대에서 기록된 문헌들에서의 파르나바즈와 2세기 문헌 아나바시스 알렉산드리의 저자인 그레코-로마 역사가 아르리안이 기록한 파라스마네스를 동일시 하려한다. 아르리안은 "콰레즘의 왕 파라스마네스(Фαρασμάνης)"는 15,000명의 기수들을 거느리고 알렉산더를 방문했고, 알렉산더가 에욱시네와 관련된 영토들을 정벌할 열정과 콜키스를 복종시킬 야망을 북돋우는 지원 서약을 했다. 그런데 여기서 콜키스의 왕은 파르나바즈로 이웃국의 파라스마네스와는 다르다. 두 이름의 유사성(기원은 이란어 파르나흐)으로 인해 중앙 아시아에 있던 초라스미아의 왕이 인접해 있던 콜키스(오늘날의 서부 조지아, 예를 들어 고대 카르틀리/입베리아의 서쪽 이웃 나라)왕이라는 흥미로운 이야기로 기록되기도 했다. 조지아의 몇몇 학자들은 아르리안의 그리스어 필경자가 고전 지도에서 그 시대에 실제 콜키스와 폰투스의 국경이 있었던 조지아의 서남부 국경 지대(중세 타오-클라르제티)가 그려진, 촐라제네(초르제네)와 코라스미아를 혼동했었을지도 모른다는 의견을 제시했다.

## 참고 문헌
- Rapp, Stephen H. (2003), Studies In Medieval Georgian Historiography: Early Texts And Eurasian Contexts. Peeters Bvba ISBN 90-429-1318-5.
- Rayfield, Donald (2000), The Literature of Georgia: A History. Routledge, ISBN 0-7007-1163-5.
- Suny, Ronald Grigor (1994), The Making of the Georgian Nation: 2nd edition. Indiana University Press, ISBN 0-253-20915-3.
- Toumanoff, Cyril (1963), Studies in Christian Caucasian History. Georgetown University Press.
- Yar-Shater, Ehsan (ed., 1983), The Cambridge History of Iran. Cambridge University Press, ISBN 0-521-24693-8.

| 전임 아존 | 이베리아의 왕 기원전 약 299~234년경 | 후임 사우르마그 1세 |